# Jefferson (Maine)
Jefferson es un pueblo ubicado en el condado de Lincoln en el estado estadounidense de Maine. En el Censo de 2010 tenía una población de 2.427 habitantes y una densidad poblacional de 16 personas por km².

## Geografía
Jefferson se encuentra ubicado en las coordenadas 44°10′18″N 69°30′52″O / 44.17167, -69.51444. Según la Oficina del Censo de los Estados Unidos, Jefferson tiene una superficie total de 151.71 km², de la cual 136.15 km² corresponden a tierra firme y (10.25%) 15.56 km² es agua.

## Demografía
Según el censo de 2010, había 2.427 personas residiendo en Jefferson. La densidad de población era de 16 hab./km². De los 2.427 habitantes, Jefferson estaba compuesto por el 98.15% blancos, el 0.33% eran afroamericanos, el 0.49% eran amerindios, el 0.21% eran asiáticos, el 0% eran isleños del Pacífico, el 0.08% eran de otras razas y el 0.74% pertenecían a dos o más razas. Del total de la población el 1.52% eran hispanos o latinos de cualquier raza.